# Nové Dillí (nádraží)
Nové Dillí (anglicky New Delhi, zkr. NDLS) je hlavní železniční stanice pro Dillí a Nové Dillí, hlavní město Indie. Nachází se východně od středu města (Starého Dillí), mezi Adžmérskou bránou a Pahrágándží, zhruba 2 km severně od Connaught Place. Stanice je jednou z nejrušnějších v celé Indii; obsluhuje okolo 400 vlaků denně, v roce 2013 odbavila půl milionu cestujících denně. Má 16 nástupišť zpřístupněných třemi lávkami. Do stanice je možné vstoupit jak ze strany starého města, tak i nedaleké Prádžgandže. Vlaky jsou odsud vypravovány do celé severní Indie.

## Historie
Současné nádraží bylo postaveno spolu s železniční přeložkou ve 20. letech 20. století. Přeložka původní trati do Ágry byla uskutečněna ve snaze vytvořit souvislý prostor pro plánované Nové Dillí, trať nyní vede podél řeky Jamuny. Nádraží se mělo nacházet původně na Connaught Place, nicméně toto železniční společnost odmítla. 
Jednoduchá stanice s jedním nástupištěm zde byla schválena k výstavbě Východoindickou železniční společností v roce 1926. Vše bylo dokončeno o dva roky později. Vzhledem k dramatickému růstu počtu obyvatel Dillí především v druhé polovině 20. století bylo nádraží postupně rozšiřováno až do současné podoby. 
Dlouhou dobu sloužila staniční budova, která byla budována v letech 1954 až 1956. Slavnostně ji tehdy otevřel indický prezident. 
Poslední rozšíření nádraží spojené s rekonstrukcí se uskutečnilo na počátku 21. století v souvislosti s přípravami na Hry Britského společenství národů (Commonwealth Games) v roce 2010. Ve výběrovém řízení byla vybrána britská společnost Farrels. Nová třípodlažní bezbariérová staniční budova byla otevřena v roce 2009, nově je také vybavena eskalátory. Veřejný prostor byl radikálním způsobem přestavěn a zmodernizován.

## Městská doprava
Nádraží je napojeno na systém městské dopravy v Dillí. Je pod ním vedena žlutá linka metra a konečnou stanici zde má i Airport Express (oranžová linka), která vede na Mezinárodní letiště Indiry Gándhíové. 